# Die Sternenbestie
Die Sternenbestie (orig. The Star Beast) ist ein 1954 erschienener Science-Fiction-Roman des US-amerikanischen Schriftstellers Robert A. Heinlein.  Die deutsche Erstausgabe erschien 1966 unter dem Titel Das Ultimatum von den Sternen. Deutsche Neuausgabe erschienen 1984 und 1992.

## Handlung
Vor 200 Jahren hat John Thomas Stuart VII. bei seiner zweiten Weltraumreise auf der Himmelstürmer das außerirdische Wesen Lummox zur Erde gebracht. Seitdem wird Lummox von der Familie Stuart als Haustier gehalten.
Lummox ist inzwischen auf die Größe eines Dinosauriers herangewachsen, und sein gegenwärtiger Besitzer ist der junge John Thomas Stuart XI. John muss immer darauf achten, dass Lummox keine Probleme macht. Lummox hat einen besonderen Hunger auf Metalle, etwa Eisen; frisst er Metall, löst dies einen Wachstumsschub aus.
Eines Tages versetzt er die Nachbarschaft und sogar die Stadt in Panik. John muss vor Gericht wegen Sachbeschädigung und Haltung eines gefährlichen Tieres erscheinen. Seine Freundin Betty Sorenson steht ihm zur Seite, aber seine Mutter will Lummox auf alle Fälle loswerden. Für das Ministerium für Raumangelegenheiten ist es eine große Sache, da sie herausfinden müssen, ob Lummox über Intelligenz verfügt. Ansonsten will das Gericht Lummox zum Tode verurteilen und hinrichten.
John will es nicht zulassen, dass sein geliebtes Haustier getötet wird, er will es nicht mal einem Zoo verkaufen. Deshalb beschließt er, mit Lummox zu flüchten.
Zur gleichen Zeit erhält das Ministerium Botschaften von einer außerirdischen Rasse namens Hroshii, die die Rückgabe ihres Artgenossen fordern.

## Ausgaben
- Das Ultimatum von den Sternen. Moewig, 1966.
- Das Ultimatum von den Sternen. Pabel, 1974.
- Die Sternenbestie. Bastei-Lübbe, 1984, ISBN 3-404-21179-0.
- Die Sternenbestie. Bastei-Lübbe, 1992, ISBN 3-404-24163-0.